# Antologi
En antologi (græsk antholo'gia; egentlig "blomstersamling", af anthos blomst, samt en afledning af logos ord; -logi i sammensætning: læren om noget, fx biologi (læren om liv), teologi (læren om Gud)) er en samling af udvalgte digte eller litteraturprøver på én eller flere forfatteres arbejde.
Betegnelsen bruges specielt om to store samlinger af digte fra antikken (den græske og den latinske antologi). Den første græske antologi skyldes digteren Meleagros fra det syriske Gadara (ca. 80 f.Kr.), der i en "krans" samlede smådigte, især epigrammer, af ham selv og 46 andre digtere, deriblandt Archilochos, Alkaios, Anakreon, Simonides, Sapfo og Erinna. Denne antologi forøgedes i begyndelsen af den romerske kejsertid af Filippos fra Thessalonika med et udvalg af en halv snes nye epigrammatikere.
Lignende samlinger blev udgivet under Hadrian af Diogenianos fra Herakleia og Straton fra Sardes og i 500-tallet af Agathias fra Myrina. Alle disse nu tabte antologier dannede grundlaget for den af Konstantinos Kefalos i Konstantinopel ved begyndelsen af 900-tallet skabte antologi i 15 bøger, som indeholdt det bedste af alle de tidligere. Den er bevaret i et Heidelberg-håndskrift (codex Palatinus). I lang tid kendte man dog kun et på enkelte punkter fuldstændigere udtog, der var gjort af munken Maximus Planudes i 1300-tallet (i syv bøger). Det blev udgivet først af Janus Laskaris (Firenze 1494), senere af Henrik Stephanus (Paris 1566) og af Jeronimo de Bosch (Utrecht 1795-1822) med en fortrinlig oversættelse af Hugo Grotius.
Den fuldstændige "palatinske" antologi blev opdaget 1607 af Claudius Salmasius og er udgivet af Brunck, Jacobs, Dübner (Paris 1864-1890) og Stadtmüller (Leipzig 1894-1906, tre bind) samt i udtog af Weichert (Meissen 1823), Jacobs (Gotha 1826) og Meineke (Berlin 1842). Hertil er givet et supplement ved Welckers: sylloge epigrammatum Graecorum (Bonn 1828-1829) og Kaibels: Epigrammata Graeca ex lapidibus conlecta (Berlin 1878).
Den græske antologi omfatter digte fra de forskelligste perioder og af højst forskelligt værd, men giver dog en slags erstatning for tabet af en mængde lyriske digteres arbejder.
Nogen samling svarende til den græske antologi er ikke bevaret fra den romerske oldtid, men nyere filologer har foranstaltet samlinger af latinske smådigte, der findes dels i håndskrifter, dels som indskrifter, og udgivet disse under navnet Anthologia Latina. Digtene er gennemgående fra en sen tid, af ubekendte forfattere og af ringe eller intet poetisk værd. Udgivet af Riese og Bücheler (Leipzig 1894-1906, to bind).